# Joanny Chatigny
Jean-Baptiste Chatigny, detto Joanny Chatigny (Lione, 19 gennaio 1834 – Lione, 11 luglio 1886), è stato un pittore, incisore e scultore francese.

## Biografia
Dopo gli studi di incisione all'Accademia di Belle Arti nella nativa Lione, si trasferì a Parigi dove lavorò per dodici anni entrando in contatto con artisti che influenzarono la sua preferenza per i soggetti di ambito religioso o spirituale rappresentati nelle sue opere. 
Nel 1862 torna a Lione e quattro anni più tardi debutta al Salon di Lione presentando diversi dipinti. Ricevette molte commissioni per opere a tematica religiosa da chiese di Lione e altre città francesi e continuò ad esporre opere in gallerie sia a Lyone che a Parigi fino alla sua morte.  Alcune sue opere sono conservate al Museo di belle Arti di Lione. 
Nel suo atelier hanno lavorato come allievi Etienne Gautier, Lucien Bégule  e Edmond Tapissier

## Chatigny scultore
La produzione scultorea consiste soprattutto di ritratti di personaggi contemporanei nella forma sia di busti che di medaglioni. Sceglie inoltre raffigurazioni mistiche e simboliche che riflettono l'attenzione per i temi romantici della morte, i travagli dello spirito e il sublime.

## Opere (lista largamente incompleta)

### Pittura
- La contadina (1876);
- Baigneuses (1880);
- L'innocence (non datata);
- Jeune femme à la coiffe (non datata), olio su tela, Collezione privata;
- Le Samourai (non datata);

### Scultura
- Testa di San Giovanni Battista (1869), Getty Museum, Los Angeles [2]